# Irina Rozanowa
Irina Jurjewna Rozanowa (ros. Ири́на Ю́рьевна Роза́нова; ur. 22 lipca 1961 w Penzie) – rosyjska aktorka filmowa i teatralna, uhonorowana tytułem Zasłużonej Artystki Federacji Rosyjskiej (1995) oraz Ludowej Artystki Federacji Rosyjskiej (2007).

## Życiorys
Irina Rozanowa urodziła się 22 lipca 1961 roku w Penzie w ZSRR. Gdy miała sześć miesięcy, rodzina przeprowadziła się do Riazania. Jej rodzice, Jurij Rozanow i Zoja Biełowa są z zawodu aktorami.
W 1988 roku ukończyła Rosyjski Uniwersytet Sztuki Teatralnej, a następnie uczęszczała do innych szkół, m.in. Moskiewskiego Akademickiego Teatru im. Majakowicza itp.

## Filmografia
- 1989: Dewizówka jako Sierafima Arkadjewna
- 1997: Poniedziałkowe dzieci
- 2001: Mechaniczna suita jako Olga
- 2002: Pamiętnik kamikadze jako matka Wadima
- 2006: Związki jako Tania
- 2006: Tankowiec "Tango"
- 2007: Blask luksusu jako Alina
- 2008: Bikiniarze jako matka Polzy
- 2010: Córka Yakuzy jako Marfa
- 2010: Zakład o miłość jako matka Iwana